# Barry Norton
Barry Norton (Buenos Aires, 16 juni 1905 - Hollywood, 24 augustus 1956) was een Argentijns-Amerikaanse acteur. Hij begon zijn carrière in 1925 in stomme films en speelde tot aan zijn dood in 1956 in meer dan 90 films. Hij is misschien het meest bekend om zijn rol als Juan Harker in Universal Pictures' Spaanstalige versie van Dracula in 1931, een rol die in de Engelstalige versie gespeeld werd door David Manners.

## Biografie
Norton werd geboren als Alfredo Carlos Birabén op 16 juni 1905 in Buenos Aires als zoon van een welgesteld gezin.  Hij emigreerde naar de Verenigde Staten in 1923. en werd later officieel Amerikaans staatsburger.
Na stops in New York en Chicago belandde hij uiteindelijk in Hollywood, waar hij aanvankelijk werkte als kantoorassistent voor Douglas Fairbanks. Hij verscheen voor het eerst als figurant in The Black Pirate (1926), maar werd datzelfde jaar al snel gecast in The Lily van Fox Film. Zijn grote doorbraak kwam toen hij de rol van soldaat "Mother's Boy" Lewisohn kreeg in de film What Price Glory?, die een enorm commercieel succes werd. Hij kreeg substantiële rollen in Legion of the Condemned en 4 Devils (beide 1928), die ook erg succesvol waren. Zijn acteerwerk werd destijds goed ontvangen door het publiek en critici, en tijdens het stomme-filmtijdperk vermeed hij het om getypecast te worden als "latin lover".
Begin jaren dertig kon Norton nog steeds hoofdrollen versieren in grote films. Grote Hollywoodstudio's begonnen met het maken van versies in een andere taal van hun prestigieuze producties, en hij werd een van de tientallen Latijns-Amerikaanse acteurs die nodig waren. Drácula was een van deze films, maar Norton verscheen ook in Spaanstalige versies van Paramount on Parade (1930), The Benson Murder Case (1930) en The Criminal Code (1931). In een paar gevallen verscheen hij in beide versies van een film.
Naast rollen in Spaansgesproken films had hij rollen in talloze grote producties, meestal als verfijnde Europeanen. Toen de productie van de Spaanstalige films in Los Angeles opdroogde, werden Nortons kansen op een hoofdrol steeds kleiner. Hoewel hij een aangename stem had, leek zijn Argentijnse accent niet te passen bij zijn uiterlijk. Volgens sommige bronnen beheerste hij het Engels nooit erg goed. In 1933 speelde hij zijn laatste belangrijke rol als Jean Parkers verloofde in Lady for a Day (1933) van Frank Capra. Hoewel hij nog 15 jaar zou blijven werken, zou Nortons laatste gecrediteerde schermrol in Should Husbands Work? (1939) zijn. De rest van zijn carrière bleef Norton in Los Angeles wonen en figurantenrollen in films spelen.
Norton overleed op 24 augustus 1956 in Hollywood aan een hartaanval op 51-jarige leeftijd. Hij stierf berooid, zijn oude vrienden uit Hollywood (waaronder Antonio Moreno, Gilbert Roland, Gertrude Astor, Philo McCullough en Charles Morton) hielden een collecte om zijn crematie te betalen.